# Юдео-грузински език
Юдео-грузинският език (на грузински: ყივრული ენა) (наричан още киврули или грузиник) е диалект на грузинския език, говорен от грузинските евреи в Грузия, Израел и на територията на Русия.

## Връзка с други езици
Юдео-грузински е единственият еврейски диалект (език) в групата на картвелските езици. Въпрос на спор е дали юдео-грузинският е език или диалект на грузинския език. С изключение на няколко чуждици от еврейски и староарамейски, лексиката е изцяло грузинска.

## Разпространение
Говорещите юдео-грузински са около 85 000 души. От тях около 20 000 говорещи езика са в Грузия (1995 г.) и около 59 800 – в Израел (2000 г.). Езикът е говорен и от незнаен брой имигранти в Русия, Белгия, САЩ (вкл. около 4000 души в Ню Йорк) и Канада.

## Статут
В Грузия езикът все още се говори от грузинските евреи въпреки масовото преселване в Израел през 1970 година, като използват както грузинската азбука, така и еврейска писменост. Голяма част от тях освен това могат да говорят и на грузински и руски.
В Израел езикът е напът да изчезне, както и останалите еврейски езици, в полза на официалния еврейски език.